# Titanosaurider
Titanosaurider (Titanosauridae, "Titanödlor") är en familj dinosaurier som tillhörde ordningen sauropoder.

## Kännetecken
Bland titanosauriderna återfinns de största landlevande djur som vetenskapen känner till med gigantiska djur som till exempel Puertasaurus och Argentinosaurus, de största dinosaurier som hittills blivit vetenskapligt beskrivna. Man har emellertid funnit fynd av ännu större titanosaurider men de har inte blivit vetenskapligt beskrivna eller så är fynden så ofullständiga att det är svårt att avgöra hur stora djuren egentligen var. Vissa fynd indikerar att de största titanosauriderna kanske vägde mer än till och med blåvalen som alltid ansetts vara det största djuret som någonsin existerat.
Titanosauriderna levde under kritaperioden och hade således sin blomstringstid efter andra sauropodfamiljer som till exempel brachiosauriderna. De spred sig till alla kontinenter utom Antarktis och överlevde fram till slutet av krita för 65 miljoner år sedan.
Inom familjen fanns ett mycket stort antal släkten. Här följer ett urval:
- Andesaurus
- Antarctosaurus
- Argentinosaurus
- Argyrosaurus
- Alamosaurus
- Futalognkosaurus dukei
- Bruhathkayosaurus
- Hypselosaurus
- Titanosaurus
- Paralititan
- Puertasaurus
- Saltasaurus

Anm: det gäller Bruhathkayosaurus är fynden få och man tvekade länge huruvida djuret var en sauropod eller theropod nu har man bestämt sig för det förstnämnda. Även storleken är osäker, men det kan vara den i särklass största dinosaurie som någonsin hittats.

## Mer om titanosaurider

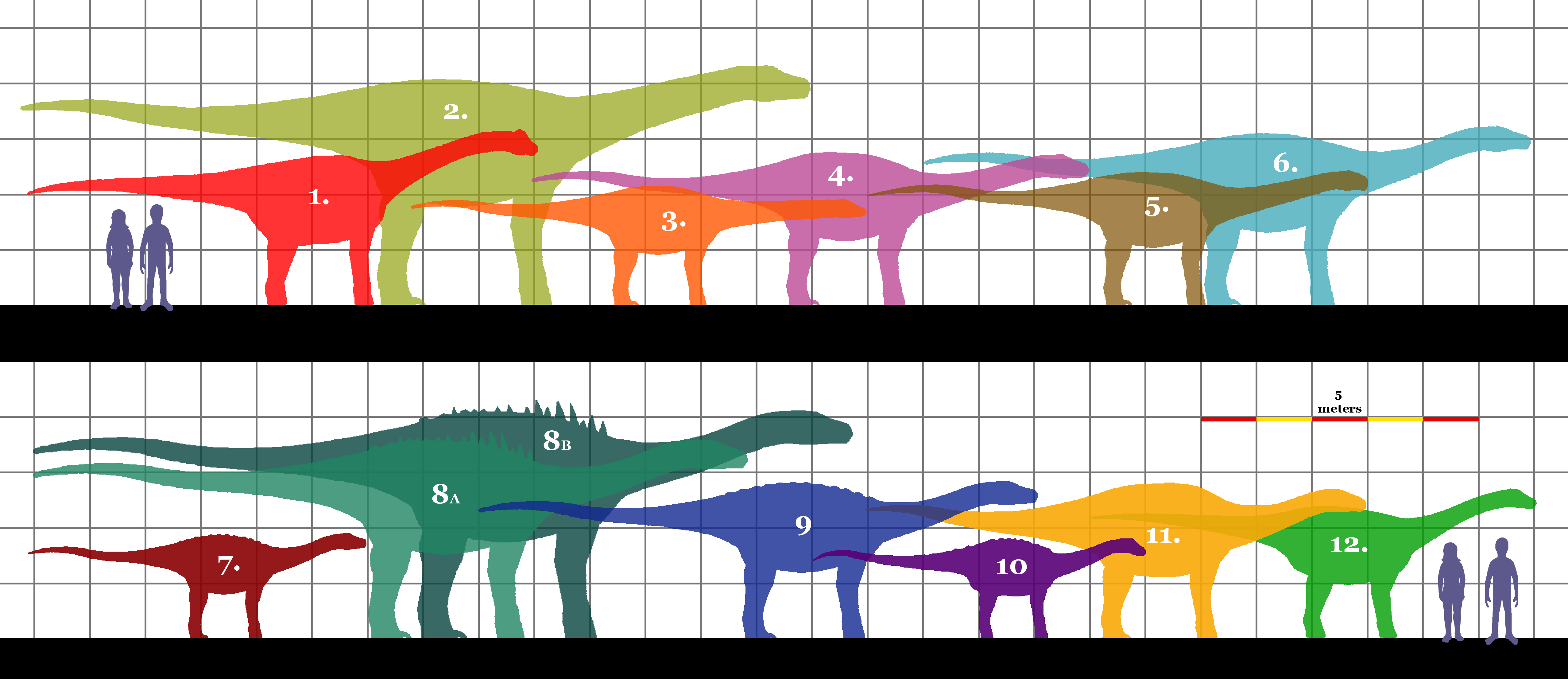
Storlek hos olika Titanosaurier, jämfört med människa. Många Titanosaurier var relativt småvuxna med sauropoders mått mätt, såsom Saltasaurus (cirka 10, 6 meter), Hypselosaurus (cirka 8 meter) och Magyarosaurus (6 meter)

Titanosauriderna var i många avseenden mycket lika andra sauropoder - de var fyrbenta växtätare med enorma kroppar, pelarlika ben, långa halsar med små huvuden. Hos titanosauriderna var emellertid huvudet lite bredare än hos andra sauropoder. De lade även ägg som i stort sett alla kända dinosaurier. Både halsen och svansen var proportionellt kortare (men hos de största djuren ändå mycket lång) jämfört med diplodociderna (en annan familj sauropoder). Fötterna var också bredare än hos de flesta andra sauropoder varför fotavtrycken efter dessa djur är ännu större än efter andra dinosaurier från andra grupper. Man tror att åtminstone några släkten var bepansrade på ryggen.

### Levnadssätt
Mängder med fossilerade fotspår har hittats efter titanosaurider och precis som andra sauropoder var de flockdjur som trivdes bäst på stora slätter nära sjöar eller andra vattendrag. Senaste decenniet har man i framför allt Argentina (där många spektakulära dinosauriefynd gjorts senaste 15 åren) hittat enorma mängder med fossilerade ägg från titanosaurider. Av fynden att döma la djuren sina ägg i väldiga kolonier.
Trots sin kolossala storlek verkar det som att även jättar som Argentinosaurus och andra enorma titanosaurider jagades av köttätande dinosaurier. Enorma allosaurider, bland annat Giganotosaurus och Mapusaurus (båda var större än Tyrannosaurus rex) levde i samma område.